# Кременистий туф

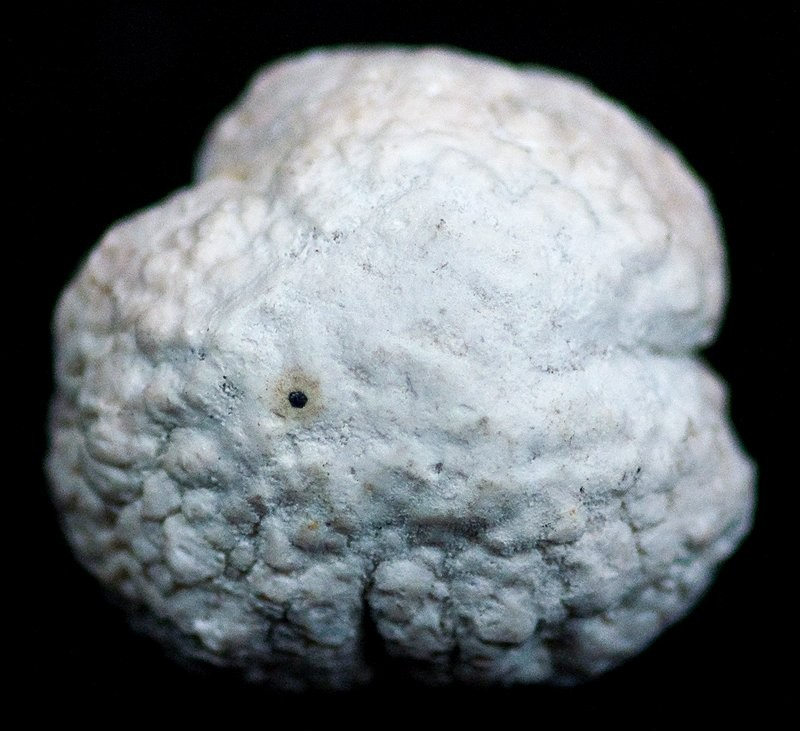
Кремнестий туф (гейзерит)

Кременистий туф або гейзерит — світлозабарвлені натічні щільні або пухкі часто пористі (туфоподібні) відклади гейзерів або гарячих мінеральних джерел, що головним чином складаються з опалу з домішкою глинозему.
Виділяється як хімічний осад при виверженні гейзерів. Використовується як будівельний матеріал.